# Telophorus kupeensis
Telophorus kupeensis là một loài chim trong họ Malaconotidae.